# Katarina Austrijska
Katarina Austrijska ili Katarina Habsburška (Torquemada, 4. siječnja 1507. – Lisabon, 12. siječnja 1578.) je portugalska kraljica. Šesto je i posljednje dijete Ivane Lude i Filipa Lijepog.
Katarina je rasla pored svoje majke Ivane u zamku Tordesillasu u kojem je Ivana bila zatvorena kao žrtva zlostavljanja od strane markiza od Denije, Ivaninih čuvara. Kada je njen brat i budući car Svetog Rimskog Carstva i kralj Španjolske, Karlo stigao u Španjolsku, pokušao ju je prvi put osloboditi 1517. ali bez uspjeha, jer je Ivana tražila da se Katarina vrati u Tordesillas. Kasnije ju je Karlo udao za portugalskog kralja Ivana III., i brata svoje buduće žene, Izabele Avis.
Iz ovog braka rođeno je devetero djece:
- Alfons (24. veljače 1526. – 12. travnja 1526.)
- Marija Manuela
- Izabela
- Beatriz
- Manuel
- Filip
- Dioniz
- Ivan
- Antonio

Kada je kralj Ivan III. umro (1557.), na prijestolju ga je naslijedio njegov unuk, Sebastijan, jer su sva djeca Katarine i Ivana umrla. Sebastijan je imao jedva tri godine, tako da Katarina postaje regentkinja i vlada u ime svog maloljetnog unuka.
Iako je došla do portugalskog prijestolja zahvaljujući svom bratu, Karlu, Katarina se oštro suprotstavila njegovoj ideji o ujedinjenju Iberijskog poluotoka. Osjećajući se potpuno Portugalkom, strašno je branila interese svog unuka. Godine 1562. odlučuje ustupiti regenciju svom šurjaku kardinalu Henriku, koji je nakon Sebastijanove smrti 1578. proglašen za portugalskog kralja.
Umrla je u Lisabonu u 70-toj godini života.